# Ясько Анастас Стефанович
Анастас Стефанович Ясько (1896 Київ — †23 листопада 1921, містечко Базар, Базарська волость, Овруцький повіт, Волинська губернія) — хорунжий Армії УНР. Командир 3-ї сотні 2-ї бригади 4-ї Київської дивізії Армії УНР.

## Біографія
Українець. Селянин. Працював слюсарем. Закінчив Київську школу прапорщиків. В українській армії з 1918 р. Був інтернований у таборах Ланцут, Александров Куявський і Стшалково (Польща). Учасник Другого Зимового походу, в тому числі бою під Малими Міньками, де будучи пораненим, потрапив у полон 16 листопада 1921 р. Розстріляний 23 листопада 1921 р. у м. Базар.
Реабілітований 12 березня 1998 р.

## Вшанування пам'яті
- Його ім'я вибите серед інших на Меморіалі Героїв Базару.
- 28 травня 2011 року у мікрорайоні Оболонь було відкрито пам'ятник «Старшинам Армії УНР — уродженцям Києва». Пам'ятник являє собою збільшену копію ордена «Хрест Симона Петлюри». Більш ніж двометровий «Хрест Симона Петлюри» встановлений на постаменті, на якому з чотирьох сторін світу закріплені меморіальні дошки з іменами 34 старшин Армії УНР та Української Держави, які були уродженцями Києва (імена яких вдалося встановити історикам). Серед іншого вигравіруване й ім'я Анастаса Яська.